# Louise Lasser
Louise Marie Lasser (New York, 11 aprile 1939) è un'attrice statunitense, celebre principalmente per essere stata la seconda moglie di Woody Allen e per aver interpretato a lungo il ruolo della protagonista nella sitcom Mary Hartman, Mary Hartman, parodia del genere soap opera.

## Biografia
Nata a New York da una famiglia di origini ebraiche, studiò scienze politiche alla Brandeis University. Il 2 febbraio 1966 sposò Woody Allen, che la scelse come una delle voci per doppiare il suo primo film da regista, Che fai, rubi? (1966), e le trovò un ruolo minore nel suo secondo film, Prendi i soldi e scappa (1969). La coppia divorziò nel 1970.
La Lasser sarà in seguito co-protagonista di altre due delle prime pellicole di Allen, Il dittatore dello stato libero di Bananas (1971) e Tutto quello che avreste voluto sapere sul sesso* *ma non avete mai osato chiedere (1972), oltre che del cortometraggio Men of Crisis: The Harvey Wallinger Story (1971).
La Lasser successivamente scrisse il film per la televisione Just Me and You (1978), interpretandolo al fianco di Charles Grodin. Tra i suoi ruoli più recenti figurano quelli in Mystery Men (1999), nel quale interpreta la madre del personaggio di Hank Azaria, e nel film Requiem for a Dream (2000).

## Filmografia parziale

### Cinema
- Prendi i soldi e scappa (Take the Money and Run), regia di Woody Allen (1969)
- Il dittatore dello stato libero di Bananas (Bananas), regia di Woody Allen (1971)
- Men of Crisis: The Harvey Wallinger Story, regia di Woody Allen – cortometraggio (1971)
- Tutto quello che avreste voluto sapere sul sesso* *ma non avete mai osato chiedere (Everything You Always Wanted to Know About Sex* *but Were Afraid to Ask)), regia di Woody Allen (1972)
- L'inseguito (Slither), regia di Howard Zieff (1973)
- Stardust Memories regia di Woody Allen (1980) (non accreditata)
- Frate Ambrogio (In God We Tru$t), regia di Marty Feldman (1980)
- I due criminali più pazzi del mondo (Crimewave), regia di Sam Raimi (1985)
- Blood Rage, regia di John Grissmer (1987)
- Brusco risveglio (Rude Awakening), regia di David Greenwalt (1989)
- Frankenhooker, regia di Frank Henenlotter (1990)
- Happiness - Felicità (Happiness), regia di Todd Solondz (1998)
- Mystery Men, regia di Kinka Usher (1999)
- Requiem for a Dream, regia di Darren Aronofsky (2000)
- Fast Food, Fast Women, regia di Amos Kollek (2000)

### Televisione
- The Doctors – serie TV, 1 episodio (1964)
- Mary Hartman, Mary Hartman – serie TV, 325 episodi (1976-1977)
- Taxi – serie TV, episodi 3x03-4x17-5x12 (1980-1982)
- Nancy, Sonny & Co. (It's a Living) – serie TV, 14 episodi (1981-1982)
- Girls – serie TV, 3 episodi (2014-2015)

## Doppiatrici italiane
- Melina Martello in Il dittatore dello stato libero di Bananas
- Livia Giampalmo in Prendi i soldi e scappa
- Solvejg D'Assunta in Tutto quello che avreste voluto sapere sul sesso* *ma non avete mai osato chiedere
- Sonia Scotti in Happiness - Felicità